# Шевченко Антон Дмитрович
Анто́н Дми́трович Шевче́нко (27 квітня 1925, с. Почапці, нині Миргородського району Полтавської області — пом. 9 січня 2002) — український поет, літературознавець, краєзнавець. Член Національної спілки письменників України.

## Біографія
Закінчив Полтавський інженерно-будівельний інститут.
Учасник Великої Вітчизняної війни. Нагороджено орденами та медалями.
1944 року репресовано. Десятирічне покарання відбував у таборах Унжлагу. Реабілітовано 1961 року.

## Творчість
Видано 11 збірок:
- «Поліття»,
- «Первинка саду»,
- «Не поле перейти»,
- «Посадив Андрійко сад».

Автор багатьох літературознавчих і краєзнавчих публікацій у періодиці.